# مفاهیم مرتبط در هیدرولیک و الکتریک

مدار الکتریکی (راست) و مدار هیدرولیک هم‌ارز آن (چپ)

مفاهیم مرتبط در هیدرولیک و الکتریک (به انگلیسی: electro–hydraulic analogy) شامل شباهت‌هایی است که در مفاهیم مدارهای هیدرولیکی و مدارهای الکتریکی وجود دارد.  
| هیدرولیک         | الکتریک             |
| ---------------- | ------------------- |
| پمپ              | باتری               |
| لوله             | سیم                 |
| اختلاف فشار (ΔP) | اختلاف پتانسیل (V)  |
| دبی (Q)          | شدت جریان (I)       |
| ضخامت لوله       | مقاومت الکتریکی (R) |